# Гаг, Луи

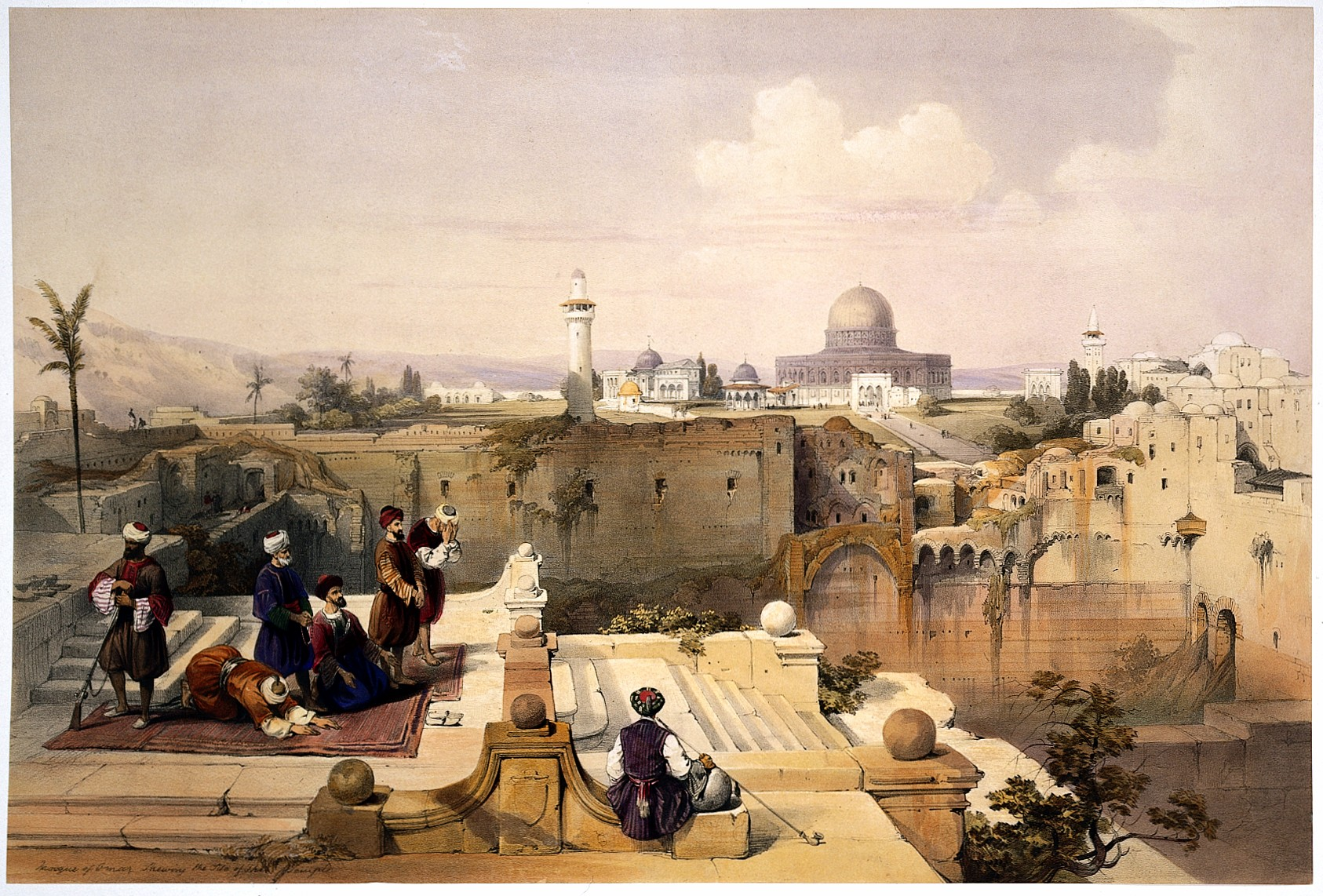
Купол Скалы

Луи Гаг (фр. Louis Haghe; 17 марта 1806, Турне — 9 марта 1885, Стоквелл (ныне Ламбет (боро Лондона)) — британский живописец, литограф, акварелист и архитектор бельгийского происхождения.

## Биография
Его отец и дед были архитекторами.

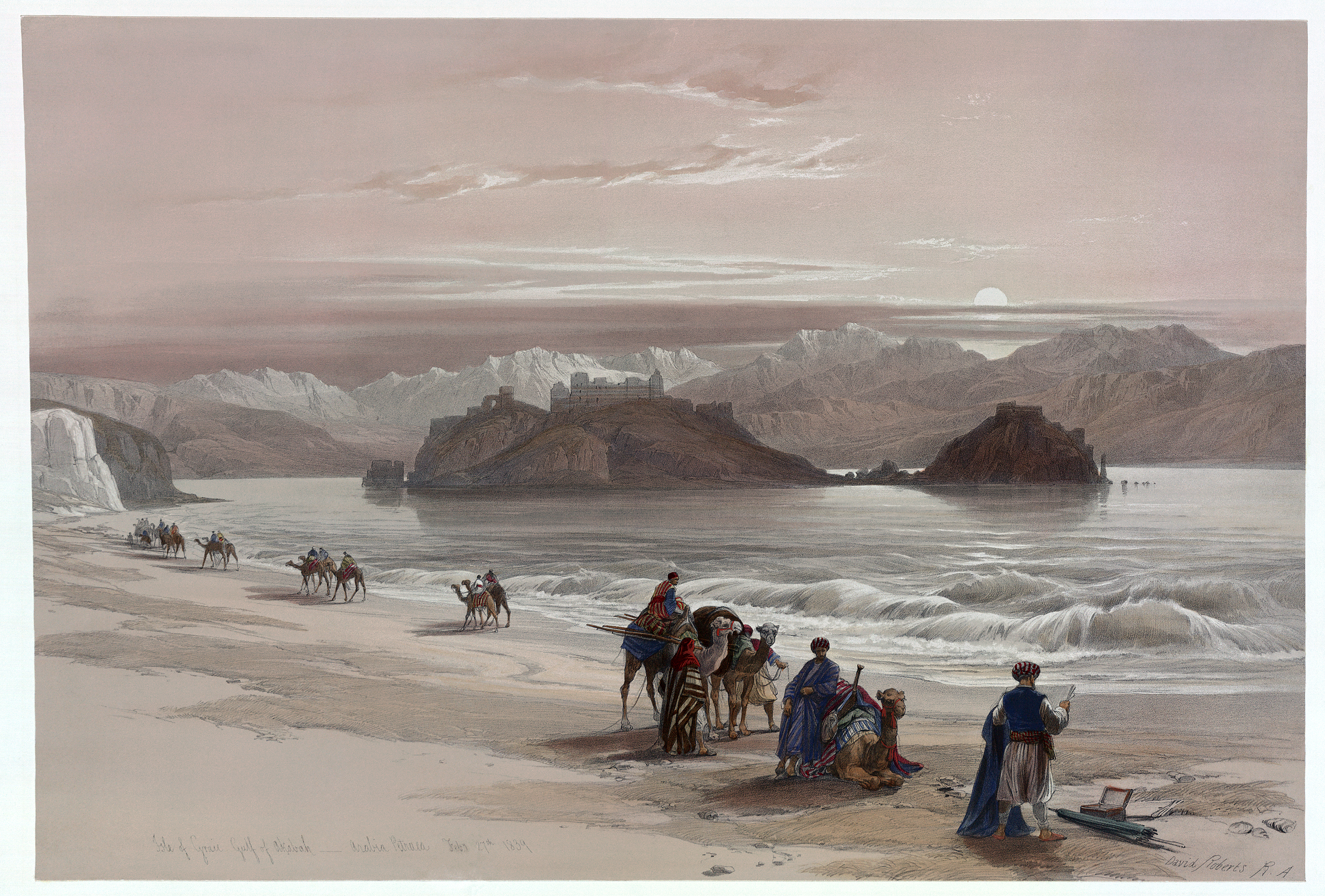
Торговый караван на острове Грейя, залив Акаба, Аравия, 1839 г. литография Луи Гага с оригинала Дэвида Робертса

С молодости намеревался посвятить себя зодчеству, но позже увлёкся пейзажной живописью. В 1823 году поселился в Лондоне, поступил в литографическое заведение Дэя, для которого нарисовал на камне большое количество архитектурных видов.
Дэй и Гаг создали и печатали литографии, посвящённые широкому кругу тем: сцены охоты, архитектура, топография и жанровые изображения. Они первыми разработали новые методы хромолитографии, а также тонированные вручную литографии. Они были пионерами в развитии литографии, напечатанной в цвете. В 1838 году Дэй и Гаг были назначены литографами королевского двора. Автор 250 изображений для книги художника Дэвида Робертса «Святая земля, Сирия, Идумея, Аравия, Египет и Нубия», напечатанных в 1842—1849 гг.
Позже, обратился к акварели, которая вскоре сделала его имя известным в Британии.
Принимал деятельное участие в учреждении лондонского общества акварелистов и впоследствии был его президентом. За первым замечательным произведением «Военный совет в Куртре́» (1839) (Лондонская национальная галерея), последовали другие прекрасные акварели «Присяга Варгаса», «Кромвель с письмом Карла I», «Последние минуты Зурбарана» и некоторые др., представляющие преимущественно внутренние виды старинных зданий родины художника, Бельгии, и отличающиеся мастерством кисти, силою и блеском колорита и очень изящным стаффажем — человеческими фигурами в костюмах XVI и XVII столетия. Эти фигуры играли в его произведениях такую роль, что придавали им значение настоящих историко-бытовых картин. Гаг пробовал свои силы и в живописи масляными красками, но она давалась ему труднее, чем акварель.